# Административно деление на Бруней
Султанство Бруней е разделено на 4 окръга:
| Окръг        | Население | Площ (км²) | Столица             |
| ------------ | --------- | ---------- | ------------------- |
| Белайт       | 109 000   | 2724       | Куала Белайт        |
| Бруней-Муара | 380 000   | 571        | Бандар Сери Бегауан |
| Тембуронг    | 10 000    | 1304       | Бангар              |
| Тутонг       | 56 000    | 1166       | Пекан Тутонг        |

Окръзите са подразделени на общо 38 района, които са наричани мукими.